# Ammertal im Bereich der Ammerleite und Talbachhänge

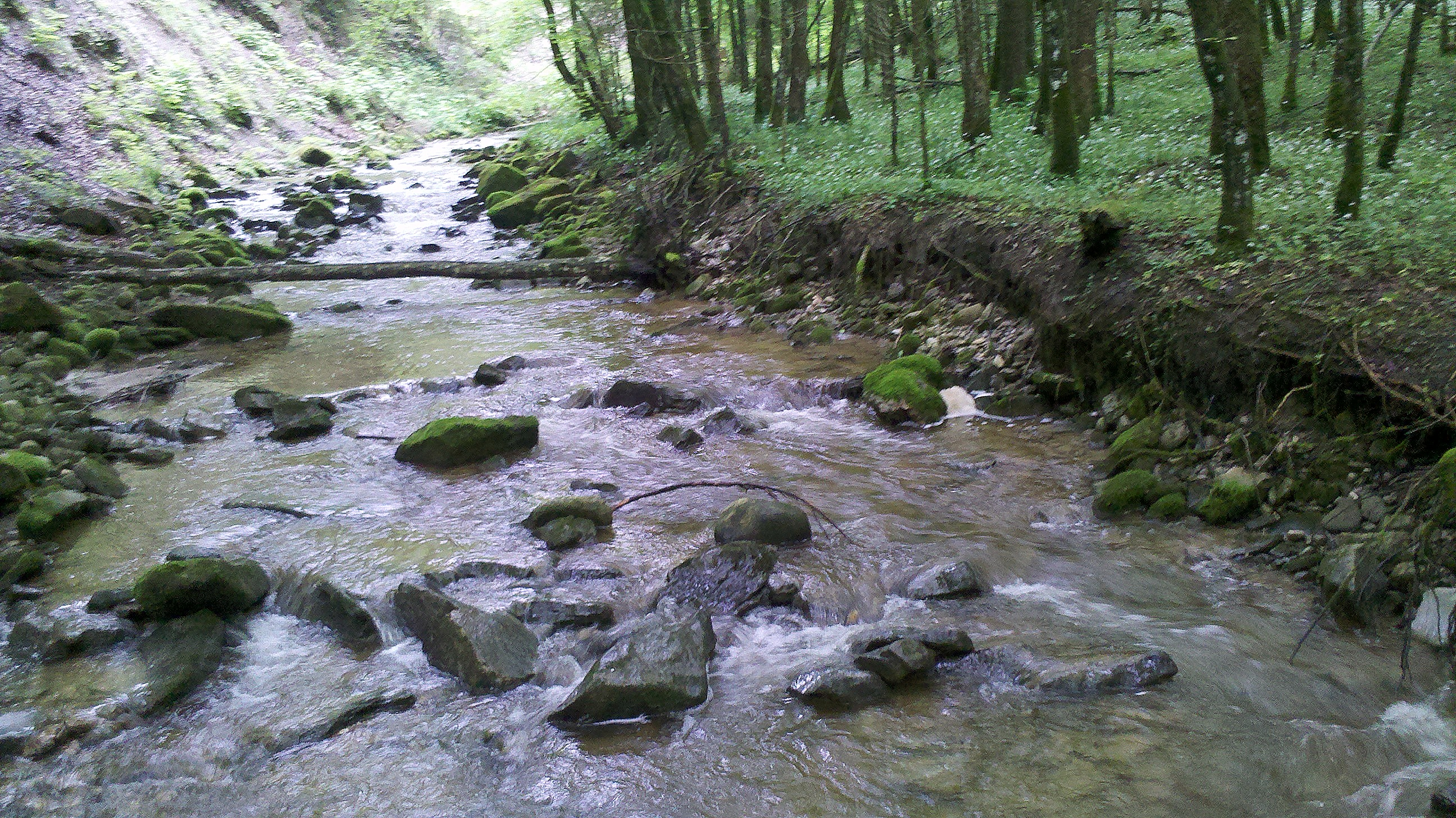
Naturschutzgebiet Ammertal im Bereich der Ammerleite und Talbachhänge (Mai 2015)

Das Naturschutzgebiet Ammertal im Bereich der Ammerleite und Talbachhänge liegt im Landkreis Weilheim-Schongau in Oberbayern auf dem Gebiet der Gemeinden Rottenbuch und Böbing. Es ist Teil des FFH-Gebietes Ammer vom Alpenrand b. zum NSG 'Vogelfreistätte Ammersee-Südufer' (8331-302).
Das etwa 251 ha große Gebiet mit der NSG-00078.01 wurde im Jahr 1959 unter Naturschutz gestellt. Es erstreckt sich nördlich des Kernortes Rottenbuch und westlich des Kernortes Böbing entlang der Ammer und des Talbaches. Westlich des Gebietes verläuft die B 23.